# うるや真帆
うるや 真帆（うるや まほ、1991年7月23日 - ）は、日本のAV女優。

## 略歴
「お台場マリン・ビーチフェスタ2010　in お台場合衆国ウェイクガールズ」メンバーとして芸能界デビュー。
2011年3月に「新人×アリスJAPAN 天然美少女」でデビュー。。2作品目の「純真美乳」では、玩具責めやパイズリ、3Pに初挑戦した。また見かけによらず無邪気な面を見せた。
2011年9月にイベントをキャンセル。2012年にベスト盤総集編を発売して以降、活動しておらず事実上引退。

## 出演作品

### イメージビデオ
- 新・美女秘湯めぐり 清津峡湯本温泉編（2012年2月16日、マーレーインターナショナル）共演:青山美香

### アダルトビデオ
2011年
- 新人×アリスJAPAN 天然美少女（3月11日、アリスJAPAN）[1]
- 純真美乳（4月8日、アリスJAPAN）[1]
- スポーツ美少女 うるや真帆を練習だからとセクハラし放題!（5月13日、アリスJAPAN）[1]
- 出会って7秒で合体（6月10日、アリスJAPAN）[1]
- 抑えきれない接吻好き!（7月8日、アリスJAPAN）[1]
- 真★美少女最前線 アリスJAPAN THE BEST（7月22日、アリスJAPAN）他出演:葵つかさ、優希まこと、麻美ゆま、織田真子、朝日奈あかり、芹沢ゆい、美雪ありす、平井七菜子、辰巳ゆい
- ねだり上手な彼女（8月12日、アリスJAPAN）[1]
- 断れない天然美少女（9月9日、アリスJAPAN）[1]
- 出会って即合体スペシャル2（9月9日、アリスJAPAN）他出演:朝日奈あかり、愛川みう、美月リア、松浦ひろみ、滝沢ひかる、優希まこと、織田真子、葵つかさ、美雪ありす[1]
- 本能を呼び覚ます濃厚なる4つのSEX（10月14日、アリスJAPAN）[1]
- 女教師凌辱教室 うるや真帆（11月11日、アリスJAPAN）[1]

2012年
- 真★美少女最前線 アリスJAPAN THE BEST（3月23日、アリスJAPAN）他出演:葵つかさ、優希まこと、麻美ゆま、織田真子、朝日奈あかり、芹沢ゆい、美雪ありす、平井七菜子、辰巳ゆい
- スペシャル編集版 第2弾!!（5月10日、アリスJAPAN）「純真美乳」と「女尻 織田真子」がセットになった期間限定作品[1]

## TV
- 桃のささやき #28（2011年7月20日初回放送、MONDO TV）